# Olympia Brown
Olympia Brown (Prairie Ronde, 5 de enero de 1835 - Baltimore, 23 de octubre de 1926) fue una ministra americana y sufragista. Es considerada la primera mujer en graduarse de una escuela de teología, así como la primera ministra ordenada a tiempo completo. También fue una de las pocas sufragistas de primera generación que pudieron votar con la aprobación de la Decimonovena Enmienda.

## Biografía

### Educación
Fue la mayor de cuatro hermanos. Sus padres, Lephia y Asa Brown, eran agricultores en lo que entonces se consideraba tierra de frontera. Ellos fueron tía abuela y tío, respectivamente, del presidente de Estados Unidos Calvin Coolidge. Lephia crio a sus hijos en un hogar que consideraba la religión y la educación como algo muy importante. Esto es evidente por la construcción de una escuela en el territorio de Brown.
El impulso por la educación inculcado por la madre de Brown la había obligado a terminar la escuela secundaria y avanzar al nivel universitario. Brown y su hermana menor Oella decidieron asistir a Mount Holyoke seminario femenino. Mount Holyoke y una educación universitaria eran lo que había esperado, su entusiasmo fue templado por las restricciones impuestas a las mujeres en Mount Holyoke. Estas restricciones incluyeron una lista de cuarenta reglas, la abolición de una sociedad de alfabetización fundada por los Browns y restricciones religiosas. Quizás el mejor ejemplo del pensamiento de la escuela fueron las palabras de un profesor de Química: "No se espera que recuerdes todo esto, sino solo lo suficiente para hacerte inteligente en la conversación".
Dejando a un lado sus experiencias en Mount Holyoke, Brown se inscribió en el Antioch College, donde se dio cuenta de que tenía que ponerse al día con los estándares más altos. Aprendió que a pesar de la naturaleza progresista en Antioch, todavía había formas de discriminación. 
Una vez Brown terminó sus estudios en Antioch, decidió que su vocación era la de ser ministra. Después de innumerables rechazos, fue aceptada en la Escuela Teológica de la Universidad de St. Lawrence. Una vez más, enfrentó la oposición de muchos lados. Esto incluyó compañeros y las esposas de la facultad, lo tomó todo como un desafío. Después de su primer año, ganó aceptación y terminó sus estudios.

### Carrera religiosa
A pesar de terminar su educación y de ganar un año de experiencia en la predicación con las Congregaciones en Marshfield y Montpelier, Vermont , Brown se encontró con la oposición a su ordenación. Ella cree que para ser ordenado, tenía que apelar al Consejo Universalista por lo que viajó a Malone, Nueva York, para presentar su caso. La apelación de Brown fue una simple súplica por la igualdad. La junta, que ya había escuchado algunos de sus sermones, estuvo de acuerdo con ella. 
El 25 de junio de 1863, Olympia Brown se convirtió en la primera mujer ministra universalista completamente ordenada y en la primera ministra de una religión nacional. Ella pasó a pastorear en iglesias en Weymouth, Massachusetts; Bridgeport, Connecticut ; y la mayoría con éxito en Racine, Wisconsin.

### El sufragio de las mujeres
Desde su infancia y el movimiento de abolición hasta sus propias experiencias con la discriminación, Brown siempre había sido consciente de la búsqueda de la igualdad de derechos. Debido a la habilidad del habla y creencias, Susan B. Anthony buscó continuamente la participación de Brown. Con el aliento de Lucy Stone y su esposo, Henry Blackwell, Brown decidió viajar a Kansas para hablar sobre los derechos de las mujeres. En el transcurso del verano, dictó más de 300 discursos a pesar de enfrentar muchas dificultades. A pesar de que esta fue una gran experiencia, decidió regresar al ministerio.
Ahora que Brown había dedicado su vida al movimiento, parecía hacer todo lo posible, incluso formar la Asociación de Sufragio de Mujeres de Nueva Inglaterra , liderar la Asociación de Sufragio de Wisconsin y convertirse en presidenta de la Asociación Federal de Sufragio de 1903 a 1920.
A pesar de toda esta acción, Brown vio pocos cambios. Creía que la segunda generación de sufragistas sufría de un liderazgo pobre y centró erróneamente sus esfuerzos a nivel estatal. No fue hasta 1913 cuando fue invitada a unirse a la recién formada Unión del Congreso para el Sufragio de la Mujer, que más tarde se llamaría el Partido Nacional de la Mujer, por Alice Paul y Lucy Burns . Este grupo quería aprobar una enmienda a nivel federal y también se comprometió a utilizar un enfoque más radical.
Estas nuevas tácticas llevaron a la enmienda del derecho de voto de las mujeres al Congreso y a las marchas frente a la Casa Blanca. El presidente Wilson vio con disgusto las dos marchas frente a la Casa Blanca. Como resultado, estas mujeres fueron encarceladas y sufrieron maltrato lo cual, junto con la exposición de prensa masiva, condujo a un mayor apoyo para el movimiento.
Finalmente, el Congreso aprobó el proyecto de ley. Sin embargo, con la ratificación aún necesaria, Brown y otras hicieron una última marcha en la Convención Nacional Republicana de 1920. La 19.ª Enmienda finalmente fue ratificada el 25 de agosto de 1920, marcando la primera vez que Olympia Brown, junto con innumerables mujeres, pudieron votar.

### Matrimonio y niños
Brown se casó con John Henry Willis en 1873; optó por mantener su apellido de soltera. Criaron dos hijos: Henry y Gwendolyn. Ambos de sus hijos crecieron hasta convertirse en maestros.

### Muerte
Olympia Brown pasó sus últimos años con su familia en Racine, Wisconsin. Continuó apoyando la lucha por los derechos de la mujer y la Liga Internacional de Mujeres por la Paz y la Libertad. Murió en Baltimore el 23 de octubre de 1926.

## Publicaciones
- El sufragio de la mujer (1907)
- Conocidos, antiguos y nuevos, entre los reformadores (1911)
- Los ideales democráticos: Un Memorial Bosquejo de Clara B. Colby (1917)
- El sufragio y el principio religioso: discursos y escritos de Olympia Brown (1988, póstumo)

## Conmemoraciones
En 1963, para honrar el centenario de la ordenación, la Escuela Teológica de la Universidad de St. Lawrence montó una placa en la iglesia donde oficiaba en Racine, Wisconsin. La inscripción concluye: La llama de su espíritu sigue ardiendo hoy en día. En 1989, la iglesia cambió su nombre a Iglesia Universalista Unitaria Olympia Brown.
En la década de 1970 Susan Hester y Fran Kaplan fundaron la Liga Brown Olimpia la cual lucha por los derechos de mujeres en Milwaukee, la liga fue creada en respuesta a una decisión judicial contra las mujeres que buscan mantener su apellido de soltera después del matrimonio. En concreto, en el caso de que la decisión judicial fue Kruzel v. Podell (1975), en la que el Tribunal Supremo de Wisconsin decidió que una mujer en el matrimonio adopta el apellido de su marido por costumbre, ninguna ley la obliga a usar ese nombre.
Una escuela primaria en Racine fue nombrada en honor de Brown en 1975.
En 1999 fue incluida en el Salón de la Fama de las mujeres de Míchigan.
Los propios documentos y documentos de Olympia Brown relacionados con su trabajo se encuentran en la Biblioteca Schlesinger en Cambridge, Massachusetts , la Sociedad Histórica del Estado de Wisconsin , y en los documentos del Partido Nacional de la Mujer en la Biblioteca del Congreso.
La serie de libros de misterio Olympia Brown fue llamada así en su honor.